# Kiss Péter Balázs
Kiss Péter Balázs (Kaposvár, 1990. június 12. –) magyar színész.

## Életpályája
A színészettel a kaposvári Déryné Vándorszíntársulatnál ismerkedett meg, ahol hat évig játszott. Két évig az Új Színház stúdiójában tanult, majd szerepeket kapott a Gózon Gyula Kamaraszínházban. A Kaposvári Egyetem színművész szakán diplomázott.

### Magánélete
Párja Kulcsár Viktória színésznő.

## Filmes és televíziós szerepei
- Karádysokk (2011) – Bence
- Barátok közt (2012–2019) – Illés Péter[7]
- 200 első randi (2019) – Toronyi Gábor[8]
- Doktor Balaton (2021) – Riporter
- A mi kis falunk (2021) – Hivatalnok sofőrje
- Jóban Rosszban (2021–2022) – Radó Róbert (Bob)
- Oltári történetek (2022) – Pataki Ottó
- Hazatalálsz (2024) – Perjés rendőr